# Groupe B des éliminatoires de la Coupe d'Afrique des nations de football 2025
 (juin 2025).
 (juillet 2024).
Le groupe B des éliminatoires de la Coupe d'Afrique des nations de football 2025 est une compétition qualificative pour la phase finale de la Coupe d'Afrique des nations de football 2025, qui se déroule en Maroc.
Navigation
Groupe A Groupe C

## Tirage au sort
Le tirage au sort a eu lieu le 4 juillet 2024 au Johannesburg. Les têtes de série sont désignées via un classement FIFA (construit d'après les résultats lors des dernières FIFA).
Le tirage au sort désigne les équipes suivantes dans le groupe B. Les quarante-huit équipes sont réparties en douze dans quatre chapeaux.
- Chapeau 1 :  Maroc (12e du classement FIFA)
- Chapeau 2 :  Gabon (83e du classement FIFA)
- Chapeau 3 :  Centrafrique (127e du classement FIFA)
- Chapeau 4 :  Lesotho (149e du classement FIFA)

## Classement
| Rang | Équipe       | Pts | J | G | N | P | Bp | Bc | Diff |  | Résultats (▼ dom., ► ext.) |     |     |     |     |
| ---- | ------------ | --- | - | - | - | - | -- | -- | ---- |  | -------------------------- | --- | --- | --- | --- |
| 1    | Maroc        | 15  | 5 | 5 | 0 | 0 | 19 | 2  | +17  |  | Maroc                      |     | 4-1 | -   | 5-0 |
| 2    | Gabon        | 7   | 5 | 2 | 1 | 2 | 6  | 9  | -3   |  | Gabon                      | 1-5 |     | 0-0 | 2-0 |
| 3    | Lesotho      | 4   | 5 | 1 | 1 | 3 | 2  | 6  | -4   |  | Lesotho                    | 0-1 | 0-2 |     | 1-0 |
| 4    | Centrafrique | 3   | 5 | 1 | 0 | 4 | 3  | 13 | -10  |  | Centrafrique               | 0-4 | -   | 3-1 |     |

- Qualification pour la CAN 2025

## Résultats
| 1re journée                  | Centrafrique                  | 3 - 1   | Lesotho                                 | Stade Ben M'Hamed El Abdi, El Jadida |                           |
| 5 septembre 2024 16:00 UTC+1 | Mafouta 1re 24e Koyalipou 62e | (2 - 0) | 56e Motebang                            | Arbitrage : Youcef Gamouh            | Arbitrage : Youcef Gamouh |
| 5 septembre 2024 16:00 UTC+1 | Baboula 59e                   | Rapport | 19e Rasethuntsa 22e Sefali 86e Motebang | Arbitrage : Youcef Gamouh            | Arbitrage : Youcef Gamouh |

| 1re journée                  | Maroc                                             | 4 - 1   | Gabon                 | Stade Adrar, Agadir      |                          |
| 6 septembre 2024 20:00 UTC+1 | Ziyech 10e 26e (pen.) · Brahim 59e · El Kaabi 82e | (2 - 1) | 40e (pen.) Aubameyang | Arbitrage : Dahane Beida | Arbitrage : Dahane Beida |
| 6 septembre 2024 20:00 UTC+1 | Abqar 15e                                         | Rapport |                       | Arbitrage : Dahane Beida | Arbitrage : Dahane Beida |

| 2e journée                   | Lesotho                    | 0 - 1   | Maroc        | Stade Adrar, Agadir               |                                   |
| 9 septembre 2024 20:00 UTC+1 |                            | (0 - 0) | 90+3e Brahim | Arbitrage : Clément Franklin Kpan | Arbitrage : Clément Franklin Kpan |
| 9 septembre 2024 20:00 UTC+1 | 81e Motebang 90+1e Toloane | Rapport |              | Arbitrage : Clément Franklin Kpan | Arbitrage : Clément Franklin Kpan |

| 2e journée                    | Gabon                             | 2 - 0   | Centrafrique                        | Stade de Franceville, Franceville |                            |
| 10 septembre 2024 17:00 UTC+1 | Aubayemang 11e (pen.) Babicka 39e | (2 - 0) |                                     | Arbitrage : Mahmood Ismail        | Arbitrage : Mahmood Ismail |
| 10 septembre 2024 17:00 UTC+1 |                                   | Rapport | 34e Mafouta 84e Gambor 90+6e Godame | Arbitrage : Mahmood Ismail        | Arbitrage : Mahmood Ismail |

| 3e journée                  | Gabon | 0 - 0   | Lesotho                                                                                                  | Stade de Franceville, Franceville       |                                         |
| 11 octobre 2024 20:00 UTC+1 |       | (0 - 0) | | Arbitrage : Raphiou Abdul Adissa Ligali | Arbitrage : Raphiou Abdul Adissa Ligali |
| 11 octobre 2024 20:00 UTC+1 |       | Rapport | 17e Toloane · 41e Sefoli · 44e Matsoele · 53e Makhele · 53e Makateng · 90+3e Moreane · 90+9e Lebokollane | Arbitrage : Raphiou Abdul Adissa Ligali | Arbitrage : Raphiou Abdul Adissa Ligali |

| 3e journée                  | Maroc                                                        | 5 - 0   | Centrafrique            | Stade d'honneur d'Oujda, Oujda |                          |
| 12 octobre 2024 20:00 UTC+1 | Ezzalzouli 18e Ounahi 38e 45+2e Hakimi 45e Rahimi 71e (pen.) | (3 - 0) |                         | Arbitrage : Alhasan Bass       | Arbitrage : Alhasan Bass |
| 12 octobre 2024 20:00 UTC+1 | Rahimi 32e Akhomach 86e                                      | Rapport | 55e Ngoma 70e Kondogbia | Arbitrage : Alhasan Bass       | Arbitrage : Alhasan Bass |

| 4e journée                  | Lesotho         | 0 - 2   | Gabon                     | Stade Moses-Mabhida, Durban |                           |
| 15 octobre 2024 15:00 UTC+2 |                 | (0 - 0) | 55e Babicka · 84e Effaghe | Arbitrage : Daniel Laryéa   | Arbitrage : Daniel Laryéa |
| 15 octobre 2024 15:00 UTC+2 | Rasethuntša 53e | Rapport |                           | Arbitrage : Daniel Laryéa   | Arbitrage : Daniel Laryéa |

| 4e journée                  | Centrafrique | 0 - 4   | Maroc                                                      | Stade d'honneur d'Oujda, Oujda |                             |
| 15 octobre 2024 20:00 UTC+1 |              | (0 - 2) | Ben Seghir 34e 37e · En-Nesyri 50e (pen.) · Ezzalzouli 65e | Arbitrage : Naby Laye Touré    | Arbitrage : Naby Laye Touré |
| 15 octobre 2024 20:00 UTC+1 | Ngoma 15e    | Rapport | Hakimi 41e · Rahimi 53e                                    | Arbitrage : Naby Laye Touré    | Arbitrage : Naby Laye Touré |

| 5e journée             | Lesotho        | 1 - 0   | Centrafrique | Free State Stadium, Bloemfontein |                           |
| 14 novembre 2024 14:00 | Mokhachane 51e | (0 - 0) |              | Arbitrage : Ahmed Arajiga        | Arbitrage : Ahmed Arajiga |
| 14 novembre 2024 14:00 |                | Rapport | 68e Kanguite | Arbitrage : Ahmed Arajiga        | Arbitrage : Ahmed Arajiga |

| 5e journée             | Gabon                                             | 1 - 5   | Maroc                                                | Stade de Franceville, Franceville |                          |
| 15 novembre 2024 20:00 | Bouanga 4e                                        | (1 - 3) | 17e Harkass 20e 23e Brahim 81e En-Nesyri 90e Saibari | Arbitrage : Abongile Tom          | Arbitrage : Abongile Tom |
| 15 novembre 2024 20:00 | Allevinah 7e Bouanga 35e Kanga 49e Aubameyang 82e | Rapport | 82e Ben Seghir                                       | Arbitrage : Abongile Tom          | Arbitrage : Abongile Tom |

| 6e journée             | Maroc                                                                     | 7 - 0                                                        | Lesotho | Stade d'honneur d'Oujda, Oujda        |                                       |
| 18 novembre 2024 20:00 | Brahim 5e 15e 42e · Rahimi 37e 45+2e (pen.) · En-Nesyri 68e · Saibari 70e | (5 - 0)                                                      |         | Arbitrage : Jean Jacques Ndala Ngambo | Arbitrage : Jean Jacques Ndala Ngambo |
| 18 novembre 2024 20:00 |                                                                           | 25e Rasenthuntsa 45+1e Moerane · 56e Sefoli · 90+3e Motebang |         | Arbitrage : Jean Jacques Ndala Ngambo | Arbitrage : Jean Jacques Ndala Ngambo |

| 6e journée             | Centrafrique                     | 0 - 1   | Gabon            | Orlando Stadium, Johannesburg |                          |
| 18 novembre 2024 20:00 |                                  | (0 - 0) | 74e (pen.) Kanga | Arbitrage : Dahane Beida      | Arbitrage : Dahane Beida |
| 18 novembre 2024 20:00 | Solet 28e Namgbema 30e Mbaka 88e |         | 41e Kanga        | Arbitrage : Dahane Beida      | Arbitrage : Dahane Beida |